# 391. Feldausbildungs-Division
Die 391. Feldausbildungs-Division war eine deutsche Infanterie-Division im Zweiten Weltkrieg. 

## Geschichte

### Aufstellung
Die Division wurde am 31. August 1942 als nicht frontverwendungsfähige Feldausbildungs-Division für die Heeresgruppe Mitte in der Sowjetunion aufgestellt. Dafür wurden Personen aus den Wehrkreisen I, XII und X zusammengezogen. Zum 11. September 1942 folgte das Auffüllen durch Personen des Reichsarbeitsdienstes des Jahrganges 1924. 

### Umgliederung und Abgabe von Truppenteilen
Mitte November 1943 erfolgte die Umgliederung und gemeinsam mit Truppenteilen der 390. Feldausbildungs-Division wurde in der Folge die 52. Feldausbildungs-Division gebildet. Die ursprüngliche 391. Feldausbildungs-Division wurde im Rahmen der im Januar 1944 folgenden 23. Aufstellungswelle in eine Schatten-Dision umgegliedert. 

### Auflösung
Im März 1944 wurde die Division an die Heeresgruppe Nord abgeben und im Monat darauf aufgelöst. 

### Verwendung der aufgestellten Truppenteile
Das Grenadier-Regiment 567 wurde größtenteils an die 331. Infanterie-Division abgegeben. Bataillon II. ging als Sturm-Division an die 78. Sturm-Division. Grenadier-Regiment 718 wurde als Regiment 463 der 263. Infanterie-Division und das Grenadier-Regiment 720 als Regiment 173 der 87. Infanterie-Division unterstellt. 
Der Stab war bereits Ende März 1944 zur 391. Sicherungs-Division z. b. V. umbenannt worden. 

## Kommandeur
Einziger Kommandeur war der Generalmajor, später in dieser Position auch zum Generalleutnant beförderte, Albrecht Baron Digeon von Monteton.

## Gliederung

### Bis Januar 1944
- Infanterie-(Feldausbildungs-)Regiment 718 (Wehrkreis I), Januar 1944 I. an 52. Feldausbildungs-Division
- Infanterie-(Feldausbildungs-)Regiment 719 (Wehrkreis XII), Januar 1944 Stab und II. an 52. Feldausbildungs-Division
- Infanterie-(Feldausbildungs-)Regiment 720 (Wehrkreis X), Januar 1944 II. an 52. Feldausbildungs-Division
- Keine Artillerie und Divisionseinheiten

### Ab Januar 1944
- Grenadier-Regiment 567, aus dem Feldausbildungs-Regiment 719
- Grenadier-Regiment 718, aus dem Feldausbildungs-Regiment 718
- Grenadier-Regiment 720, aus dem Feldausbildungs-Regiment 720